# Tomina
Tomina ist eine Ortschaft im Departamento Chuquisaca im südamerikanischen Andenstaat Bolivien.

## Lage im Nahraum
Tomina liegt in der Provinz Tomina und ist der zentrale Ort des Municipio Tomina. Die Ortschaft liegt auf einer Höhe von 2057 m am linken Ufer des nach Norden fließenden Río Tomina. Der Río Tomina ist ein rechter Nebenfluss des bolivianischen Río Grande und liegt in einem der Seitentäler am Ostabhang der bolivianischen Cordillera Central.

## Geographie
Tomina liegt im Übergangsbereich zwischen der Anden-Gebirgskette der Cordillera Central und dem bolivianischen Tiefland. Das Klima der Region ist mild und ausgeglichen.
Die mittlere Durchschnittstemperatur der Region liegt bei etwa 19 °C (siehe Klimadiagramm Tomina) und schwankt nur unwesentlich zwischen knapp 16 °C im Juni und Juli und knapp 21 °C von November bis Januar. Der Jahresniederschlag beträgt etwa 600 mm, bei einer ausgeprägten Trockenzeit von Mai bis August mit Monatsniederschlägen unter 10 mm, und einer Feuchtezeit von Dezember bis Februar mit 100 bis 125 mm Monatsniederschlag.

## Verkehrsnetz
Tomina liegt in einer Entfernung von 155 Straßenkilometern östlich der Departamento-Hauptstadt Sucre.
Die Ortschaft liegt an der 976 km langen Nationalstraße Ruta 6, die Sucre mit dem bolivianischen Tiefland verbindet. Die Straße nach Sucre führt über 45 Kilometer bis Tarabuco, sie passiert die Stadt Zudáñez und erreicht nach weiteren 43 Kilometern Tomina.

## Bevölkerung
Die Einwohnerzahl der Ortschaft ist in den vergangenen zwei Jahrzehnten auf mehr als das Dreifache angestiegen:
| Jahr | Einwohner | Quelle       |
| ---- | --------- | ------------ |
| 1992 | 415       | Volkszählung |
| 2001 | 983       | Volkszählung |
| 2012 | 1523      | Volkszählung |
| 2024 |           | Volkszählung |

Die Region weist einen hohen Anteil an Quechua-Bevölkerung auf, im Municipio Tomina sprechen 94,0 Prozent der Bevölkerung Quechua.